# نورا رالي باسكين
نورا رالي باسكين (بالإنجليزية: Nora Raleigh Baskin)‏ (1961، بروكلين في الولايات المتحدة)؛ كاتِبة مُتخصِّصة في أدب الأطفال وروائية أمريكية.